# Land- und Stadtgericht Salzwedel
Das Land- und Stadtgericht Salzwedel war ein preußisches Land- und Stadtgericht mit Sitz in Salzwedel.

## Geschichte
Im Königreich Westphalen wurde die bisherige Verwaltungs- und Justizorganisation aufgehoben und neue Gerichte nach französischem Vorbild geschaffen, siehe Justizwesen im Königreich Westphalen. In Salzwedel bestand ein Friedensgericht und das Distriktsgericht Salzwedel. 
Nach den Napoleonischen Kriegen bemühte sich der preußische Staat, die Gerichtsbarkeit der Städte und der Gutsbesitzer in staatliche Hand zu überführen. Von Mitte der 1810er bis Ende der 1820er Jahre wurde das Land- und Stadtgericht, also ein Gericht, welches für Stadt und Landbezirke zuständig war, zur üblichen Organisationsform für Eingangsgerichte in Landstädten in Preußen. 
Das so 1816 entstandene Land- und Stadtgericht Salzwedel war ein Gericht 1. Klasse und mit einem Direktor, vier Richtern und vier Justizkommissaren besetzt. Gericht 1. Klasse bedeutete, dass es nicht nur als Einzelrichter entscheiden konnte, sondern auch kollegialen Entscheidungen treffen konnte. Sein Sprengel umfasste 23.540 Gerichtseingesessene in den Orten Salzwedel, Altensalzwedel, Barnebeck, Badel, Bergmoor, Bornsen, Brewitz, Brietz, Bohldamm, Cheine, Klein Chüden, Dambeck mit Ferchau und Neuhof, Dankensen, Darsekau, Diesdorf mit Kempen und Viere, Drevenstedt, Dülseberg, Eickhorst, Ellenberg, Fahrendorf, Gladdenstedt, Gieseritz, Groß und Klein Gischau, Klein Grabenstedt, Hagen, Haselhorst, Hanum, Hilmsen, Hohengrieben, Höddelsen, Jeebel, Jübar, Kaulitz, Kleistau, Kuhfelde, Lagendorf, Langenapel, Leetze, Lindhof, Lübbars, Lüdelsen, Markau, Maxdorf, Mehmke, Mellin, Molitz, Molmke, Neuenstall, Neuekrug, Peckensen, Reddigau, Risch, Ritze, Rustenbeck, Schadewohl, Schieben, Schmölau, Seeben, Siedendolsleben, Sienau, Umfelde, Valfitz, Vissum, Vietzke, Waddekath, Wiersdorf, Winkelstedt, Wiewohl, Wistedt, Wötz, Wüllmersen und Ziethnitz. Daneben unterstanden ihm folgende Orte teilweise: Andorf, Baars, Benkendorf, Böddenstedt, Bombeck, Groß- und Klein Bierstedt, Bonese, Buchwitz, Groß Chüden, Chüttlitz, Dahrendorf, Depekolk, Dessau, Dähre, Dobberkau, Klein Gartz, Groß Gerstedt, Groß Grabenstedt, Gröningen, Hestedt, Hohenhenningen, Holzhausen, Hohendolsleben, Jahrsau, Jeggeleben, Jeeben, Jeetze, Kallehne, Kassuhn, Kerkau, Kemnitz, Kortenbeck, Königstedt, Kricheldorf, Ladekath, Liesten, Mahlsdorf, Mechau, Perwer, Pretzier, Quadendambeck, Rademin, Recklingen, Riebau, Ritzleben, Rockenthin, Saalfeld, Sallenthin, Schernikau, Siedengrieben, Stappenbeck, Stöckheim, Thüritz, Velgau, Winterfeld, Klein Wieblitz und Zierau.
Im Sprengel des Land- und Stadtgerichts Salzwedel bestanden ursprünglich sieben Patrimonialgerichte, das Patrimonialgericht Chüttlitz (1491 Einwohner), Ritzleben (760 Einwohner), Darsekau (342 Einwohner), Molitz (116 Einwohner), Jeetze (97 Einwohner), Seeben (321 Einwohner) und Pretzier (90 Einwohner).
Nach der Märzrevolution wurden in Preußen einheitlich Kreisgerichte als Eingangsgerichte eingerichtet und die Patrimonialgerichtsbarkeit abgeschafft. Damit entstand 1849 in Salzwedel das Kreisgericht Salzwedel im Sprengel des Appellationsgerichtes Magdeburg und das Land- und Stadtgericht Salzwedel wurde aufgehoben.